# Mélissol
Mélissol est une série télévisée française en un pilote de 90 minutes et six épisodes de 52 minutes diffusée à partir du 19 septembre 1999au 10 octobre 1999 sur France 3.

## Synopsis
Le capitaine de police Martin Mélissol est muté dans sa Drôme natale . 

## Distribution
- Jacques Frantz : Martin Mélissol
- Claire Laroche : Magali Mélissol
- Alain Blazquez : Blanchard
- Michel Modo : Zanzi

## Épisodes
1. La Déchirure (pilote de 90 minutes)
2. Lynchage
3. Un braquage de trop
4. Le Nettoyeur
5. Mauvaise foi
6. La Maison sans toit
7. Paranoïa